# Wolframdisilicid
Wolframdisilicid ist eine anorganische chemische Verbindung des Wolframs aus der Gruppe der Silicide. Neben diesem existiert noch das Pentawolframtrisilicid W5Si3.

## Gewinnung und Darstellung
Wolframdisilicid kann durch Reaktion von Monosilan, Dichlorsilan oder Disilan mit Wolframhexafluorid gewonnen werden.
{\displaystyle \mathrm {2\ SiH_{4}+WF_{6}\longrightarrow WSi_{2}+6\ HF+H_{2}} }
{\displaystyle \mathrm {2\ SiH_{2}Cl_{2}+WF_{6}+3\ H_{2}\longrightarrow WSi_{2}+6\ HF+2\ HCl} }
{\displaystyle \mathrm {Si_{2}H_{6}+WF_{6}\longrightarrow WSi_{2}+6\ HF} }

## Eigenschaften
Wolframdisilicid ist ein blau grauer Feststoff, der unlöslich in Wasser ist. Er besitzt eine tetragonale Kristallstruktur vom Calciumcarbid bzw. Molybdändisilicid-Typ mit der Raumgruppe I4/mmm (Raumgruppen-Nr. 139).

## Verwendung
Wolframdisilicid wird als Kontaktmaterial in der Mikroelektronik verwendet und per chemische Gasphasenabscheidung (CVD) abgeschieden.